# Pachygone
Pachygone Miers – rodzaj roślin z rodziny miesięcznikowatych (Menispermaceae). Obejmuje co najmniej 5 gatunków występujących naturalnie w strefie tropikalnej obu Ameryk i Azji.

## Systematyka
Pozycja systematyczna według APweb (aktualizowany system APG III z 2009)
Rodzaj z rodziny miesięcznikowatych (Menispermaceae).
Wykaz gatunków
- Pachygone ovata (Poir.) Diels
- Pachygone plukenetii (DC.) Miers
- Pachygone sinica Diels
- Pachygone valida Diels
- Pachygone yunnanensis H.S. Lo